# وفادارماندگان

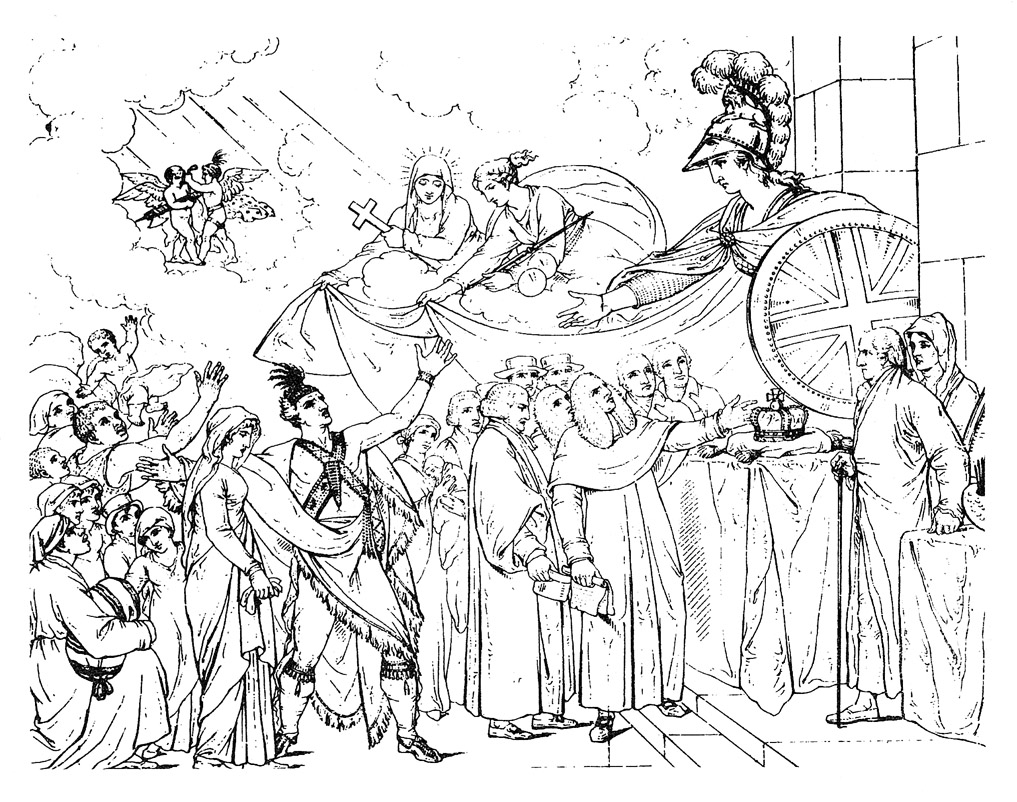
بریتانیا به وفاداران آمریکایی تبعیدشدهٔ خود تسلی خاطر می‌بخشد و به آن‌ها قول پرداخت غرامت می‌دهد (خوشامدگویی بریتانیای کبیر به وفاداران آمریکایی خود در سال ۱۷۸۳).

وفادارماندگان یا لویالیست‌ها (به انگلیسی: Loyalists)، آمریکایی‌های مستعمره‌نشینی بودند که در طول جنگ انقلاب آمریکا به پادشاهی بریتانیای کبیر و نظام سلطنتی آن وفادار ماندند. در آن زمان از آن‌ها اغلب با نام‌های توری‌ها، رویالیست‌ها یا مردان پادشاه یاد می‌شد. میهن‌دوستان که از انقلاب حمایت می‌کردند از مخالفان وفادارماندگان بودند.
با شکست نهضت وفادارماندگان، حدود ۲۰ درصد جمعیتشان به سایر نقاط امپراتوری بریتانیا، در بریتانیا یا هرجایی در آمریکای شمالی بریتانیا و به ویژه انتاریوی شرقی و نیو برانزویک فرار کردند و در مأمن جدیدشان به وفاداران امپراتوری متحد معروف شدند. اکثر این وفادارماندگان با تصاحب زمین در کانادا یا گرفتن پول نقد که از طریق رویه‌های مطالبات رسمی توزیع می‌شد اجر و غرامت وفاداریشان به بریتانیا را گرفتند.
تاریخ‌نگاران تخمین زده‌اند که حدود ۱۵ تا ۲۰ درصد جمعیت اروپایی-آمریکایی مستعمره‌نشینان را وفادارماندگان تشکیل می‌دادند.

## همچنین ببینید
- وفاداران امپراتوری متحد
- انقلاب آمریکا